# Peștera, Smolean
Peștera (în bulgară Пещера) este un sat în comuna Smolean, regiunea Smolean,  Bulgaria. 

## Demografie
Componența etnică a satului Peștera
     Nicio identificare (100%)
     Altele (0%)
La recensământul din 2011, populația satului Peștera era de 2 locuitori. . Pentru 100,0% din locuitori nu este cunoscută apartenența etnică.